# María Egual
María Egual y Miguel (Castellón, enero de 1655 - Valencia, 23 de abril de 1735), hija de José Egual Borrás y de Basilia Miguel. Poeta y dramaturga española. En 1676 se casó con Crisóstomo Peris, marqués de Castellfort, y se fue a vivir a Valencia.
Ella misma inauguró y mantuvo en su propio palacio una tertulia literaria que terminó convirtiéndose en el salón literario más importante de la ciudad. En sus reuniones se representaban piezas teatrales, así se tiene conocimiento de la representación de la comedia de Agustín de Salazar y Torres, También se ama en el abismo, estrenada en 1670 para festejar el cumpleaños del rey Carlos II, para la que escribió una loa.
Vicente Ximeno la incluyó en su libro escritores del Reino de Valencia describiéndola así: 
"Era dama discretisima, de claro y despejado entendimiento y adornada de amena y fecunda erudición. Su conversación era oída con aplauso de las personas mas distinguidas y de buen gusto de esta ciudad"
Donó en su testamento 1000 libras para el hospital de Castellón, su ciudad natal. Antes de morir quemó la mayor parte de su obra.

## Obra
Su estilo está inmerso en las corrientes literarias del barroco tardío. A su muerte quedaron 3 volúmenes manuscritos que en 1749 poseía su nieto. En ellos se encontraban dos comedias, Los prodigios de Tesalia y Triunfos de amor en el aire que pertenecían al género cortesano mitológico. De los tres volúmenes sólo se conserva uno en la Biblioteca Nacional, el número 22034. El manuscrito recoge su novela El esclavo de su dama, varias piezas poéticas y cuatro obras dramáticas breves: dos coloquios, una loa y un baile, el Baile de los trajes, escrita en verso polimetrico.
El Coloquio entre Nise y Laura encabeza su manuscrito. En él dos doncellas de la misma edad y estatus social desarrollan una conversación en la que Laura pone al corriente a Nise, que ha estado fuera de Valencia durante una temporada, de la moda y de sus relaciones familiares y amorosas. En él ironizan sobre la problemática que simboliza la moda en sus vidas y cómo se les impone matrimonios no deseados. No tiene un carácter didáctico si no el deseo de compartir la experiencia de unas vivencias femeninas. En su coloquio entre Lisardo y Don Juan, estos hablan de cómo el amor se ha introducido en sus vidas. Tampoco tiene un carácter didáctico sino vivencial. También se conserva una Relación de mujer que adquiere forma de diálogo en el que desarrolla el tema de la mujer esquiva a través del diálogo entre Cupido y una mujer que no quiere someterse a su poder. Parece que es el argumento de la comedia Los prodigios de Tesalia.
El esclavo de su dama es un relato breve bizantino en el que sus protagonistas, Lisardo y Laura,  deben sortear un sinfín de adversidades  pero que concluye felizmente en boda. Junto a la novela de Clara Jara de Soto El instruido en la corte o las aventuras del extremeño conforma la producción novelística breve escrita por mujeres en el siglo XVIII.
Sus poesías están divididas en dos tipos: unas de carácter frívolo y otras de carácter más serio. Las primeras son de tema amoroso y de circunstancias y las segundas de tema moral y religioso.